# Hubert Messner
Hubert Messner (* 27. Oktober 1953 in Brixen) ist ein Südtiroler Kinderarzt, Neonatologe, Abenteurer, Politiker und Autor. Er war lange Jahre Chefarzt der Neugeborenen-Intensivstation im Zentralkrankenhaus Bozen. Seit 2024 ist Hubert Messner Landesrat für Gesundheitsvorsorge und Gesundheit in Südtirol.

## Ausbildung und Beruf
Hubert Messner wurde am 27. Oktober 1953 als siebtes von neun Kindern (Helmut, Reinhold, Günther, Erich, Waltraud, Siegfried, Hansjörg und Werner) als Sohn von Josef Messner (1917–1985), Lehrer in Villnöß, und Maria Messner, geborene Troi (1913–1995), Lehrerin in Villnöß, in Brixen geboren.
Er besuchte die Mittelschule am Johanneum in Dorf Tirol, das Gymnasium am Vinzentinum in Brixen und absolvierte das Lyzeum „Beda Weber“ in Meran mit der Matura 1972.
1978 erwarb er sein Doktorat der gesamten Heilkunde an der Universität Innsbruck. 1983 erhielt er seine Facharztbescheinigung für Kinderheilkunde von der Universität Modena. Sein Diplom für Neonatologie erlangte er an der „Clinica Mangiagalli“ in Mailand und an der Universitätsklinik Graz im Jahr 1983.
Ab 1986 war er als Oberarzt in der Pädiatrie des Regionalkrankenhauses Bozen tätig. Seit 1992 trug er die Verantwortung für den landesweiten Neugeborenen-Transport (Ambulanz/Helikopter). Ab 1997 war er Leiter der Organisations- und Funktionseinheit Neugeborenen-Intensivstation und Neugeborenen-Transport im Krankenhaus Bozen und trug zum Aufbau des Follow-Up-Zentrums bei. Insgesamt betreute Messner etwa 15.000 Frühchen und kranke Neugeborene und führte ungefähr 750 Neugeborenen-Transporte per Ambulanz und Helikopter durch.
Von 1997 bis 2007 war er Mitglied des Sanitätsrates, seit 1997 Mitglied der Perinatalkommission und von 2005 bis 2008 Vorstandsmitglied der Ärztekammer Bozen. Im Jahr 2007 wurde er Direktor (Primar) der komplexen Struktur für Neonatologie und Neugeborenen-Intensiv in Bozen. Im Jahr 2010 übernahm er die Position des Direktors des transmuralen Departments für Pädiatrie, das Pädiatrie, Neonatologie, Perinatologie, Kinderchirurgie und Basispädiatrie umfasst. Zwischen 2010 und 2019 war er auch aktives Mitglied der Ethikkommission für klinische Prüfung. Er engagierte sich zudem in der Lehrtätigkeit an der Landesfachhochschule für Gesundheitsberufe „Claudiana“: Im Jahr 2012 war er maßgeblich am Aufbau des neonatologischen Simulationszentrums an der Claudiana beteiligt, gefolgt von der Etablierung der pädiatrischen Palliativversorgung im Jahr 2015. In den Jahren von 2015 bis 2017 vertrat er die Primare der Provinz Bozen und war Ansprechpartner für das Gesundheitsassessorat mit Mitarbeit an der Gesundheitsreform 2020.
Daneben veröffentlichte Messner zahlreiche Publikationen in nationalen und internationalen Fachzeitschriften (siehe PubMed) und erzielte dabei einen kumulativen Impact-Faktor von 5,054. Er war an zahlreichen Studien auf nationaler und internationaler Ebene beteiligt. Dazu verfasste er als Co-Autor auch zwei Fachbücher („Neugeborenentransport“, „Pharmakatherapie für Neugeborene“).
Am 1. Januar 2018 trat er in den Ruhestand. Trotzdem blieb er weiterhin Ansprechpartner im Gesundheitsbetrieb und engagierte sich u. a. als aktives Mitglied in der Resonanzgruppe der Betriebsleitung und externer Berater.

## Literarisches Schaffen
Im Jahr 2020 veröffentlichte Hubert Messner sein erstes Buch „Der Schmale Grat“ gemeinsam mit dem Coautor Lenz Koppelstätter im Heyne-Ludwig-Verlag. Das Buch schaffte es in die Spiegel-Bestsellerliste. Im Jahr 2023 folgte sein zweites Buch „Eine gute Zeit zu leben“, ebenfalls geschrieben mit Lenz Koppelstätter und erneut herausgegeben vom Heyne-Ludwig-Verlag.

## Expeditionen und soziales Engagement
Gemeinsam mit seinem Bruder Reinhold nahm Hubert Messner als Expeditionsarzt an mehreren Expeditionen im Himalaya und Karakorum teil. Eine bemerkenswerte Leistung war die Durchquerung der Eiswüsten Grönlands von Südosten (Isertoq) nach Nordwesten (Thule) im Jahr 1993. Ein Versuch, den Nordpol im Jahr 1996 zu erreichen, blieb erfolglos. Ebenfalls erwähnenswert ist u. a. die Teilnahme an der Nanga-Parbat-Nordwand-Expedition im Jahr 2000.
Seit seiner Pensionierung engagiert er sich in sozialen Projekten wie „Essen auf Rädern“ und unterstützt „Freiwillige Arbeitseinsätze“ auf Bergbauernhöfen in Südtirol. Darüber hinaus ist er u. a. am Projekt „Sino-German Training Program on Neonatal Respiratory Care“ in China beteiligt.

## Politik
Hubert Messner kandidierte bei den Landtagswahlen 2023 als unabhängiger Kandidat für die Südtiroler Volkspartei (SVP). Mit 30.607 Vorzugsstimmen konnte er ein Mandat für den Südtiroler Landtag und damit gleichzeitig den Regionalrat Trentino-Südtirol erringen. Am 1. Februar 2024 wurde er in die neue Südtiroler Landesregierung gewählt; im Kabinett Kompatscher III übernahm er die Ressorts Gesundheitsvorsorge und Gesundheit.

## Privates
Hubert Messner ist verheiratet und lebt in Girlan in der Gemeinde Eppan. Das Paar hat drei Söhne.
Im Februar 2023 erhielt Hubert Messner das Ehrenzeichen des Landes Tirol für sein „hervorragendes öffentliches oder privates Wirken“.